# Motherload
Motherload è il settimo EP del gruppo musicale statunitense Metallica, pubblicato il 30 dicembre 2020 dalla Blackened Recordings.

## Descrizione
Pubblicato esclusivamente in formato 7", il disco rappresenta la seconda uscita legata al Vinyl Club lanciato dal gruppo nel corso dell'anno e comprende due brani eseguiti dal vivo presso un locale di Brunssum in cui hanno tenuto un breve concerto composto da sei pezzi.

## Tracce
Testi e musiche di James Hetfield e Lars Ulrich.
Lato A
1. Sad but True (Live) – 5:58

Lato B
1. Whiplash (Live) – 4:40

## Formazione
Gruppo
- James Hetfield – chitarra, voce
- Lars Ulrich – batteria
- Kirk Hammett – chitarra
- Jason Newsted – basso

Produzione
- Greg Fidelman – produzione esecutiva
- Billy Joe Bowers – mastering
- Andres Serrano – copertina
- David Turner – grafica
- Alex Tenta – layout